# Dã Năng
Dã Năng (chữ Hán: 野能; tồn tại 548 - 571, sau năm 571 tới năm 602 gộp vào nước Vạn Xuân) là một quốc gia tồn tại đồng thời với nước Vạn Xuân của nhà Tiền Lý trong lịch sử Việt Nam.
Nước Dã Năng kéo dài 23 năm, tổng cộng có 2 đời xưng vương gồm Lý Thiên Bảo và Lý Phật Tử. Sau đó năm 571, Lý Phật Tử tấn công vào Vạn Xuân, giành ngôi Triệu Việt Vương gộp vào nhà Tiền Lý xóa bỏ quốc hiệu Dã Năng.

## Vị trí
Đại Việt sử ký toàn thư xác định "động Dã Năng ở đầu nguồn Đào Giang, đất phẳng rộng màu mỡ", thuộc "đất người Di Lạo ở Ai Lao" (Lào). Theo Kiến văn tiểu lục của Lê Quý Đôn ngờ rằng sông Đào là sông Thao, tức đầu nguồn sông Hồng.

## Thành lập
Tháng 3 năm 548, nghe tin Lý Nam Đế mất trong động Khuất Lão, Triệu Quang Phục tự xưng là Triệu Việt Vương. Trần Bá Tiên vây đánh nhiều lần không được.
Lý Thiên Bảo thấy động Dã Năng ở đầu nguồn Đào Giang, đất phẳng rộng màu mỡ có thể ở được, Lý Thiên Bảo mới đắp thành để ở, nhân tên đất ấy mà đặt quốc hiệu. Đến bây giờ quân chúng tôn làm chúa, xưng là Đào Lang vương.
Triệu Việt Vương làm vua ở thành Long Biên. Lý Thiên Bảo làm Đào Lang Vương ở nước Dã Năng. Năm 555, Thiên Bảo chết không có con nối, quân chúng suy tôn người cháu trong họ là Lý Phật tử lên nối ngôi.
Năm 557, Lý Phật Tử đem quân xuống miền Đông đánh nhau với Triệu Việt Vương ở huyện Thái Bình. Hai bên năm lần giáp trận, chưa phân thắng bại, quân của Phật tử có phần kém thế hơn. Phật tử liệu không thắng được bèn xin giảng hòa xin ăn thề. Triệu Việt Vương nghĩ rằng Phật tử là người họ của Tiền Lý Nam Đế, không nỡ cự tuyệt, bèn chia địa giới ở bãi Quân Thần (nay là hai xã Thượng Cát, Hạ Cát ở huyện Từ Liêm) cho ở phía tây của nước. Lý Phật tử dời đến thành Ô Diên (nay là xã Hạ Mỗ, huyện Đan Phượng, Hà Nội).

## Sáp nhập vào nước Vạn Xuân
Lý Phật tử có con trai là Nhã Lang, xin lấy con gái của Triệu Việt Vương là Cảo Nương. Việt vương bằng lòng, nên hai nhà kết thành thông gia. Vì yêu quý Cảo Nương nên Việt Vương cho Nhã Lang ở gửi rể.
Sau Nhã Lang biết được bí mật về quân sự của Triệu Việt Vương, báo lại cho Lý Phật tử. Phật tử mang quân đánh úp Việt Vương. Việt Vương tự biết thế yếu không thể chống được, bèn đem con gái chạy về phía nam, muốn tìm nơi đất hiểm để ẩn náu tung tích, nhưng đến đâu cũng bị quân của Phật tử đuổi theo sau gót. Việt Vương cưỡi ngựa chạy đến cửa biển Đại Nha, bị nước chắn, than rằng: "Ta hết đường rồi !", bèn nhảy xuống biển tự vẫn.
Người sau cho lập đền thờ ông ở cửa biển Đại Nha (Đại Nha nay là huyện Đại An)
Truyền thuyết kể rằng: Nhã Lang bảo vợ: "Trước hai vua cha chúng ta cừu thù với nhau, nay là thông gia, chẳng cũng hay lắm ư ? Nhưng cha nàng có thuật gì mà có thể làm lui được quân của cha tôi ?". Cảo Nương không biết ý của chồng, bí mật lấy mũ đâu mâu móng rồng cho xem. Nhã Lang mưu ngầm tráo đổi cái móng ấy, rồi bảo riêng với Cảo Nương rằng: "Tôi nghĩ ơn sâu của cha mẹ nặng bằng trời đất, vợ chồng ta hòa nhã yêu quý nhau không nỡ xa cách, nhưng tôi phải tạm dứt tình, về thăm cha mẹ". Nhã Lang về, cùng với cha bàn mưu đánh úp vua, chiếm lấy nước.
Lý Phật tử lên làm vua cả nước, đóng đô ở Phong Châu. Vì ông cũng xưng là Lý Nam Đế, nên đời sau gọi là Hậu Lý Nam Đế để phân biệt với Lý Bí.
|                                                    |                                                    |                                                    |                                                    |                                                    |                                                    |  |  |                                            |                                            |                                            |                                            |                                            |                                            |  |  |             |  |  |  |  |  |  |  |                                            |                                            |                                            |                                            |                                            |                                            |  |  | Nhà Tiền Lý nước Vạn Xuân | Nhà Tiền Lý nước Vạn Xuân | Nhà Tiền Lý nước Vạn Xuân | Nhà Tiền Lý nước Vạn Xuân | Nhà Tiền Lý nước Vạn Xuân | Nhà Tiền Lý nước Vạn Xuân |  |  | nước Dã Năng                                                    | nước Dã Năng                                                    | nước Dã Năng                                                    | nước Dã Năng                                                    | nước Dã Năng                                                    | nước Dã Năng                                                    |  |  |
|                                                    |                                                    |                                                    |                                                    |                                                    |                                                    |  |  |                                            |                                            |                                            |                                            |                                            |                                            |  |  | □           |  |  |  |  |  |  |  |                                            |                                            |                                            |                                            |                                            |                                            |  |  | Nhà Tiền Lý nước Vạn Xuân | Nhà Tiền Lý nước Vạn Xuân | Nhà Tiền Lý nước Vạn Xuân | Nhà Tiền Lý nước Vạn Xuân | Nhà Tiền Lý nước Vạn Xuân | Nhà Tiền Lý nước Vạn Xuân |  |  | nước Dã Năng                                                    | nước Dã Năng                                                    | nước Dã Năng                                                    | nước Dã Năng                                                    | nước Dã Năng                                                    | nước Dã Năng                                                    |  |  |
|                                                    |                                                    |                                                    |                                                    |                                                    |                                                    |  |  |                                            |                                            |                                            |                                            |                                            |                                            |  |  |             |  |  |  |  |  |  |  |                                            |                                            |                                            |                                            |                                            |                                            |  |  |                           |                           |                           |                           |                           |                           |  |  |                                                                 |                                                                 |                                                                 |                                                                 |                                                                 |                                                                 |  |  |
|                                                    |                                                    |                                                    |                                                    |                                                    |                                                    |  |  |                                            |                                            |                                            |                                            |                                            |                                            |  |  |             |  |  |  |  |  |  |  |                                            |                                            |                                            |                                            |                                            |                                            |  |  |                           |                           |                           |                           |                           |                           |  |  |                                                                 |                                                                 |                                                                 |                                                                 |                                                                 |                                                                 |  |  |
|                                                    |                                                    |                                                    |                                                    |                                                    |                                                    |  |  |                                            |                                            |                                            |                                            |                                            |                                            |  |  | Lý Toản ?-? |  |  |  |  |  |  |  |                                            |                                            |                                            |                                            |                                            |                                            |  |  |                           |                           |                           |                           |                           |                           |  |  |                                                                 |                                                                 |                                                                 |                                                                 |                                                                 |                                                                 |  |  |
|                                                    |                                                    |                                                    |                                                    |                                                    |                                                    |  |  |                                            |                                            |                                            |                                            |                                            |                                            |  |  |             |  |  |  |  |  |  |  |                                            |                                            |                                            |                                            |                                            |                                            |  |  |                           |                           |                           |                           |                           |                           |  |  |                                                                 |                                                                 |                                                                 |                                                                 |                                                                 |                                                                 |  |  |
|                                                    |                                                    |                                                    |                                                    |                                                    |                                                    |  |  |                                            |                                            |                                            |                                            |                                            |                                            |  |  |             |  |  |  |  |  |  |  |                                            |                                            |                                            |                                            |                                            |                                            |  |  |                           |                           |                           |                           |                           |                           |  |  |                                                                 |                                                                 |                                                                 |                                                                 |                                                                 |                                                                 |  |  |
|                                                    |                                                    |                                                    |                                                    |                                                    |                                                    |  |  | (a)Đào Lang Vương Lý Thiên Bảo 499-550-555 | (a)Đào Lang Vương Lý Thiên Bảo 499-550-555 | (a)Đào Lang Vương Lý Thiên Bảo 499-550-555 | (a)Đào Lang Vương Lý Thiên Bảo 499-550-555 | (a)Đào Lang Vương Lý Thiên Bảo 499-550-555 | (a)Đào Lang Vương Lý Thiên Bảo 499-550-555 |  |  |             |  |  |  |  |  |  |  | (1)Nam Việt Đế Lý Nam Đế Lý Bí 503-544-548 | (1)Nam Việt Đế Lý Nam Đế Lý Bí 503-544-548 | (1)Nam Việt Đế Lý Nam Đế Lý Bí 503-544-548 | (1)Nam Việt Đế Lý Nam Đế Lý Bí 503-544-548 | (1)Nam Việt Đế Lý Nam Đế Lý Bí 503-544-548 | (1)Nam Việt Đế Lý Nam Đế Lý Bí 503-544-548 |  |  | (vua tôi)                 | (vua tôi)                 | (vua tôi)                 | (vua tôi)                 | (vua tôi)                 | (vua tôi)                 |  |  | Thái phó Triệu Túc 470-545                                      | Thái phó Triệu Túc 470-545                                      | Thái phó Triệu Túc 470-545                                      | Thái phó Triệu Túc 470-545                                      | Thái phó Triệu Túc 470-545                                      | Thái phó Triệu Túc 470-545                                      |  |  |
|                                                    |                                                    |                                                    |                                                    |                                                    |                                                    |  |  | (a)Đào Lang Vương Lý Thiên Bảo 499-550-555 | (a)Đào Lang Vương Lý Thiên Bảo 499-550-555 | (a)Đào Lang Vương Lý Thiên Bảo 499-550-555 | (a)Đào Lang Vương Lý Thiên Bảo 499-550-555 | (a)Đào Lang Vương Lý Thiên Bảo 499-550-555 | (a)Đào Lang Vương Lý Thiên Bảo 499-550-555 |  |  |             |  |  |  |  |  |  |  | (1)Nam Việt Đế Lý Nam Đế Lý Bí 503-544-548 | (1)Nam Việt Đế Lý Nam Đế Lý Bí 503-544-548 | (1)Nam Việt Đế Lý Nam Đế Lý Bí 503-544-548 | (1)Nam Việt Đế Lý Nam Đế Lý Bí 503-544-548 | (1)Nam Việt Đế Lý Nam Đế Lý Bí 503-544-548 | (1)Nam Việt Đế Lý Nam Đế Lý Bí 503-544-548 |  |  | (vua tôi)                 | (vua tôi)                 | (vua tôi)                 | (vua tôi)                 | (vua tôi)                 | (vua tôi)                 |  |  | Thái phó Triệu Túc 470-545                                      | Thái phó Triệu Túc 470-545                                      | Thái phó Triệu Túc 470-545                                      | Thái phó Triệu Túc 470-545                                      | Thái phó Triệu Túc 470-545                                      | Thái phó Triệu Túc 470-545                                      |  |  |
|                                                    |                                                    |                                                    |                                                    |                                                    |                                                    |  |  |                                            |                                            |                                            |                                            |                                            |                                            |  |  |             |  |  |  |  |  |  |  |                                            |                                            |                                            |                                            |                                            |                                            |  |  |                           |                           |                           |                           |                           |                           |  |  |                                                                 |                                                                 |                                                                 |                                                                 |                                                                 |                                                                 |  |  |
|                                                    |                                                    |                                                    |                                                    |                                                    |                                                    |  |  |                                            |                                            |                                            |                                            |                                            |                                            |  |  |             |  |  |  |  |  |  |  |                                            |                                            |                                            |                                            |                                            |                                            |  |  |                           |                           |                           |                           |                           |                           |  |  |                                                                 |                                                                 |                                                                 |                                                                 |                                                                 |                                                                 |  |  |
| (b)(2)Hậu Lý Nam Đế Lý Phật Tử 518-555-571 571-602 | (b)(2)Hậu Lý Nam Đế Lý Phật Tử 518-555-571 571-602 | (b)(2)Hậu Lý Nam Đế Lý Phật Tử 518-555-571 571-602 | (b)(2)Hậu Lý Nam Đế Lý Phật Tử 518-555-571 571-602 | (b)(2)Hậu Lý Nam Đế Lý Phật Tử 518-555-571 571-602 | (b)(2)Hậu Lý Nam Đế Lý Phật Tử 518-555-571 571-602 |  |  |                                            |                                            |                                            |                                            |                                            |                                            |  |  |             |  |  |  |  |  |  |  |                                            |                                            |                                            |                                            |                                            |                                            |  |  |                           |                           |                           |                           |                           |                           |  |  | (2)Triệu Việt Vương Dạ Trạch Vương Triệu Quang Phục 524-548-571 | (2)Triệu Việt Vương Dạ Trạch Vương Triệu Quang Phục 524-548-571 | (2)Triệu Việt Vương Dạ Trạch Vương Triệu Quang Phục 524-548-571 | (2)Triệu Việt Vương Dạ Trạch Vương Triệu Quang Phục 524-548-571 | (2)Triệu Việt Vương Dạ Trạch Vương Triệu Quang Phục 524-548-571 | (2)Triệu Việt Vương Dạ Trạch Vương Triệu Quang Phục 524-548-571 |  |  |
| (b)(2)Hậu Lý Nam Đế Lý Phật Tử 518-555-571 571-602 | (b)(2)Hậu Lý Nam Đế Lý Phật Tử 518-555-571 571-602 | (b)(2)Hậu Lý Nam Đế Lý Phật Tử 518-555-571 571-602 | (b)(2)Hậu Lý Nam Đế Lý Phật Tử 518-555-571 571-602 | (b)(2)Hậu Lý Nam Đế Lý Phật Tử 518-555-571 571-602 | (b)(2)Hậu Lý Nam Đế Lý Phật Tử 518-555-571 571-602 |  |  |                                            |                                            |                                            |                                            |                                            |                                            |  |  |             |  |  |  |  |  |  |  |                                            |                                            |                                            |                                            |                                            |                                            |  |  |                           |                           |                           |                           |                           |                           |  |  | (2)Triệu Việt Vương Dạ Trạch Vương Triệu Quang Phục 524-548-571 | (2)Triệu Việt Vương Dạ Trạch Vương Triệu Quang Phục 524-548-571 | (2)Triệu Việt Vương Dạ Trạch Vương Triệu Quang Phục 524-548-571 | (2)Triệu Việt Vương Dạ Trạch Vương Triệu Quang Phục 524-548-571 | (2)Triệu Việt Vương Dạ Trạch Vương Triệu Quang Phục 524-548-571 | (2)Triệu Việt Vương Dạ Trạch Vương Triệu Quang Phục 524-548-571 |  |  |
| (3)Lý Sư Lợi ?-602-603                             |                                                    |                                                    |                                                    |                                                    |                                                    |  |  |                                            |                                            |                                            |                                            |                                            |                                            |  |  |             |  |  |  |  |  |  |  |                                            |                                            |                                            |                                            |                                            |                                            |  |  |                           |                           |                           |                           |                           |                           |  |  |                                                                 |                                                                 |                                                                 |                                                                 |                                                                 |                                                                 |  |  |